# براندون مانينغ
براندون مانينغ هو لاعب هوكي الجليد كندي، ولد في 4 يونيو 1990 في برينس جورج في كندا.

## وصلات خارجية
- براندون مانينغ على موقع دوري الهوكي الوطني (الإنجليزية)
- براندون مانينغ على موقع EliteProspects.com (الإنجليزية)
- براندون مانينغ على موقع Eurohockey.com (الإنجليزية)
- براندون مانينغ على موقع HockeyDB.com (الإنجليزية)
- براندون مانينغ على موقع Hockey-Reference.com (الإنجليزية)